# Diederick Hagemeijer
Diederick Hagemeijer (ur. 21 września 1988 w Eindhoven) – holenderski hokeista, reprezentant Holandii.

## Kariera
- Tilburg Trappers (2004-2007)
- Tri-City Storm (2007-2009)
- Eindhoven Kemphanen (2009-2010)
- Tilburg Trappers (2010-2017)

Wychowanek i zawodnik klubu Tilburg Trappers z Tilburga. Od 2012 kapitan drużyny. Od 2013 także kapitan w reprezentacji Holandii. W lipcu 2017 ogłosił zakończenie kariery zawodniczej.
Uczestniczył w turniejach mistrzostw świata w 2007, 2008, 2009, 2010, 2011 (Dywizja IA), 2012, 2013, 2014, 2015 (Dywizja IB).

## Sukcesy
Klubowe
- Złoty medal mistrzostw Holandii: 2007, 2014, 2015 z Tilburg Trappers
- Puchar Holandii: 2006, 2011, 2013, 2014, 2015 z Tilburg Trappers
- Złoty medal niemieckiej Oberligi: 2016, 2017 z Tilburg Trappers

Indywidualne
- Mistrzostwa Świata w Hokeju na Lodzie 2012/I Dywizja Grupa B:
  - Pierwsze miejsce w klasyfikacji strzelców turnieju: 5 goli[3]
  - Trzecie miejsce w klasyfikacji kanadyjskiej turnieju: 8 punktów[3]
  - Skład gwiazd turnieju[4]
- Mistrzostwa Świata w Hokeju na Lodzie 2013/I Dywizja Grupa B:
  - Pierwsze miejsce w klasyfikacji skuteczności wygrywanych wznowień: 71,70%[5]